# Sainte-Enimie
Sainte-Enimie era una comuna francesa situada en el departamento de Lozère, de la región de Occitania, que el uno de enero de 2017 pasó a ser una comuna delegada de la comuna nueva de Gorges-du-Tarn-Causses al unirse con las comunas de Montbrun y Quézac.

## Demografía
| Gráfica de evolución demográfica de Sainte-Enimie entre 1800 y 2018 |
|                                                                     |

Los datos demográficos contemplados en este gráfico de la comuna de Sainte-Enimie se han cogido de 1800 a 1999 de la página francesa EHESS/Cassini, y los demás datos de la página del INSEE.